# Syabda Perkasa Belawa
Syabda Perkasa Belawa (Yakarta, 25 de agosto de 2001-Pemalang, Indonesia; 20 de marzo de 2023) fue un jugador de bádminton indonesio que fue campeón mundial.

## Carrera
En 2019 participó en el Campeonato Asiático en Suzhou, China, y en Campeonato Mundial Juvenil en Kazán, Rusia. Perdería la final continental por 2–3 ante Tailandia, pero venció al trece veces campeón China por 3–1 en las final del mundial.
En 2022 participó en la Thomas Cup en la provincia de Nonthaburi, Tailandia. Perdió la final por 0–3 ante India. En junio ganó el Lithuanian International al vencer al jugador indonesio Alwi Farhan. Ganó el Malaysia International en noviembre tras vencer al chino Lei Lanxi.
En 2023 tan solo jugó el Iran Fajr International, del cual salió campeón al vencer en la final al malayo Justin Hoh en tres sets.

## Muerte
Falleció en un accidente de tráfico el 20 de marzo de 2023 en la autopista Pemalang-Batang, cuando viajaba a Bekasi con sus parientes y hermanos para ir al funeral de su abuela. Su madre también murió en el accidente, mientras que sus hermanos sobrevivieron. Su padre quedó en estado crítico, pero solo tuvo contusiones.
Syabda fue enterrado en un cementerio público en la aldea de Sumberejo en Sragen, junto con su madre y su abuela.

## Logros

### BWF International Challenge/Series
- Individual

| Año  | Torneo                   | Rival       | Marcador            | Resultado | Ref   |
| ---- | ------------------------ | ----------- | ------------------- | --------- | ----- |
| 2022 | Lithuanian International | Alwi Farhan | 21–15, 21–14        | Campeón   | [ 4 ] |
| 2022 | Malaysia International   | Lei Lanxi   | 21–17, 21–18        | Campeón   | [ 5 ] |
| 2023 | Iran Fajr International  | Justin Hoh  | 18–21, 21–12, 22–20 | Campeón   | [ 7 ] |

     BWF International Challenge tournament
     BWF International Series tournament
     BWF Future Series tournament

### BWF Junior International
- Individual

| Año  | Torneo                       | Rival         | Marcador     | Resultado |
| ---- | ---------------------------- | ------------- | ------------ | --------- |
| 2019 | Yakarta Junior International | Christo Popov | 21–14, 21–17 | Campeón   |

     BWF Junior International Grand Prix tournament
     BWF Junior International Challenge tournament
     BWF Junior International Series tournament
     BWF Junior Future Series tournament